# Roger FitzMiles, II conte di Hereford
Roger FitzMiles, II conte di Hereford (... – 1155), è stato un nobile inglese.

## Biografia
Era il figlio maschio maggiore di Miles de Gloucester, I conte di Hereford, e della moglie Sibyl de Neufmarché. Poco è noto di lui prima della sua ascesa al potere nel 1143, se non che nel 1138 sposò Cecily FitzJohn, figlia del nobile Pain FitzJohn, da cui non ebbe figli.
Alla morte del padre in un incidente di caccia nel 1143 divenne conte di Hereford. Risentito della scomunica inflitta al padre dal vescovo di Hereford, continuò il conflitto con la diocesi locale, venendo a sua volta scomunicato. Nonostante questo fondò attorno al 1150 l'abbazia di Flaxley, forse sul luogo dov'era morto il genitore.
Come il padre era un sostenitore di Matilde l'Imperatrice durante l'anarchia inglese. Tuttavia, all'ascesa del nuovo sovrano Plantageneto Enrico II d'Inghilterra nel 1154, vi entrò subito in contrasto per il possesso del castello di Gloucester, ma il conte di Hereford ebbe la peggio ed entro l'anno successivo era stato costretto a cedere al re sia il castello che il titolo nobiliare. Enrico tuttavia glielo riconcesse ad personam, impedendo quindi che la contea di Hereford potesse essere trasmessa ai membri della famiglia di Roger. Il conte morì pochi mesi più tardi, forse dopo essersi fatto monaco, e mentre la contea di Hereford divenne proprietà della Corona inglese, i suoi possedimenti passarono al fratello Walter di Hereford.